# Daevid Allen
Christopher Daevid Allen (Melbourne, 13 de janeiro de 1938 - Byron Bay, 13 de março de 2015), mais conhecido como Daevid Allen, creditado às vezes como Divided Alien, foi um poeta, guitarrista, cantor e compositor australiano. Ele foi co-fundador do grupo de Rock progressivo Soft Machine (no Reino Unido em 1966) e Gong (na França em 1970).

## Doença e morte
Em 12 de junho de 2014, Allen foi submetido a uma cirurgia para remover um cisto do pescoço. Foi constatado ser cancerígeno e ele foi submetido à radioterapia. Em um comunicado, divulgado em 5 de fevereiro de 2015, Allen escreveu que o câncer havia retornado ao pescoço e também se espalhou para os pulmões, e que ele "não estava interessado em operações cirúrgicas sem fim". Foi "dado aproximadamente seis meses de vida".
Em 13 de março de 2015, seu filho Orlando Monday Allen anunciou no Facebook que Daevid Allen havia morrido. O site do Planet Gong anunciou que Allen havia morrido na Austrália, às 10h55, "cercado por seus garotos". Allen teve quatro filhos, dois com Gilli Smyth e dois com outras mães.